# Дзвінкий губно-губний дрижачий
Губно-губний дрижачий  — приголосний звук, що існує в деяких мовах. У Міжнародному фонетичному алфавіті записується як ⟨ʙ⟩, а еквівалентний символ X-SAMPA — B\. В українській мові цей звук передається на письмі літерою б або диграфом бр.

## Назва
- Білабіальний дрижачий (англ. bilabial trill)
- Губно-губний дрижачий

## Особливості
Особливості дзвінкого губно-губного дрижачого:
- Спосіб творення — дрижачий, тобто він артикулюється дрижанням язика в місці творення. Здебільшого є дрижачою реалізацією преназалізованого проривного.
- Місце творення — губно-губне, тобто він артикулюється обома губами.
- Тип фонації — дзвінка, тобто голосові зв'язки вібрують від час вимови.
- Це ротовий приголосний, тобто повітря виходить крізь рот.

- Оскільки звук не створюється потоком повітря над язиком,  він не є ані центральним, ані боковим.
- Механізм передачі повітря — егресивний легеневий, тобто під час артикуляції повітря виштовхується крізь голосовий тракт з легенів, а не з гортані, чи з рота.

## Різновиди
| МФА | Опис                                            |
| --- | ----------------------------------------------- |
| ʙ   | Дзвінкий губно-губний дрижачий                  |
| ᵐʙ  | Преназалізований дзвінкий губно-губний дрижачий |

## Приклади
| Сім'я     | Мова            | Мова            | Слово     | МФА             | Значення       | Примітка                                                                    |
| --------- | --------------- | --------------- | --------- | --------------- | -------------- | --------------------------------------------------------------------------- |
| Бантоїдні | Медумба         | Медумба         | mʙʉ       | [mʙʉ́][джерело?] | 'собака'       |                                                                             |
| Бантоїдні | Нґве            | діалект Лебанґ  | [àʙɨ́ ́]    | [àʙɨ́ ́]          | 'попіл'        |                                                                             |
| Мура      | Піраха          | Піраха          | kaoáíbogi | [kàò̯áí̯ʙòˈɡì]    | 'злий дух'     | Алофон фонеми /b/ перед /o/                                                 |
| Мура      | Піраха          | Піраха          | ʔíbogi    | [ʔíʙoi] д·і     | 'молоко'       | Алофон фонеми /b/ перед /o/                                                 |
| Уральські | Комі-перм'яцька | Комі-перм'яцька | Бунгаг    | [ʙuŋɡaɡ]        | 'навозний жук' | Зазвичай паралінгвістичний звук. Це єдине слово, де цей звук зустрічається. |

### Преназалізований
| Сім'я       | Мова  | Мова  | Слово      | МФА        | Значення             | Примітка                                        |
| ----------- | ----- | ----- | ---------- | ---------- | -------------------- | ----------------------------------------------- |
| Океанійські | Келе  | Келе  | [ᵐʙulim]   | [ᵐʙulim]   | 'обличчя'            | Та інші мови островів Адміралтейства            |
| Океанійські | Тітан | Тітан | [ᵐʙutukei] | [ᵐʙutukei] | 'дерев'яна табличка' |                                                 |
| Океанійські | Унуа  | Унуа  | [ᵐʙue]     | [ᵐʙue]     | 'свиня'              |                                                 |
| Океанійські | Ахамб | Ахамб | [nãᵐʙwas]  | [nãᵐʙwas]  | 'свиня'              | Фонемічний звук; є розрізнення між /ᵐʙ/ та /ʙ̥/. |

### Предпроривні дрижачі, проривні із дрижачою вимовою
[уточнити переклад]
| Сім'я   | Мова    | Слово   | МФА     | Значення     | Примітки |
| ------- | ------- | ------- | ------- | ------------ | --- |
| Наґа    | Санґтам | [t͡ʙàŋ]  | [t͡ʙàŋ]  | 'голка'      | Є складовою фонеми /t͡ʙ/, окрема від /t͡ʙ̥ʰ/. |
| Цянські | Лізу    | TU,     | [tʙ̩˥˩]  | 'біб'        | Утворює склад. Алофон /u/ після /pʰ, p, b, tʰ, t, d/ на початку слова. |
| Цянські | Намуї   | tbĭh    | [t͡ʙ̩˨]   | 'забивати'   | Фонемічний звук, згідно Pavlík (2017), виникає перед /u/ або як складовий приголосний. [ʙ] класифікується як алофон /u/ після /p/, /b/, /t/ або /d/ у фонемічних аналізах Huáng (1992) та Yǐn (2016). У фонемічному аналізі Nishida (2013) взагалі не згадано про губно-губні дрижачі. |
| Цянські | Намуї   | dbù     | [d͡ʙu˥˨] | 'дикий'      | Фонемічний звук, згідно Pavlík (2017), виникає перед /u/ або як складовий приголосний. [ʙ] класифікується як алофон /u/ після /p/, /b/, /t/ або /d/ у фонемічних аналізах Huáng (1992) та Yǐn (2016). У фонемічному аналізі Nishida (2013) взагалі не згадано про губно-губні дрижачі. |
| Цянські | Намуї   | pbĭh    | [p͡ʙ̩]    | 'поставляти' | Фонемічний звук, згідно Pavlík (2017), виникає перед /u/ або як складовий приголосний. [ʙ] класифікується як алофон /u/ після /p/, /b/, /t/ або /d/ у фонемічних аналізах Huáng (1992) та Yǐn (2016). У фонемічному аналізі Nishida (2013) взагалі не згадано про губно-губні дрижачі. |
| Цянські | Намуї   | [b͡ʙuda] | [b͡ʙuda] | прізвище     | Фонемічний звук, згідно Pavlík (2017), виникає перед /u/ або як складовий приголосний. [ʙ] класифікується як алофон /u/ після /p/, /b/, /t/ або /d/ у фонемічних аналізах Huáng (1992) та Yǐn (2016). У фонемічному аналізі Nishida (2013) взагалі не згадано про губно-губні дрижачі. |
| Цянські | Пумі    | biiv    | [pʙ̩˥]   | 'копати'     | Утворює склад. Алофон /ə/ після /pʰ, p, b, tʰ, t, d/. |